# Frederik Carl Gersdorff
Frederik Carl baron (von) Gersdorff (født 1726, død 1804) var en dansk rytterofficer.
Han var søn af gehejmeråd Niels Gersdorff og broder til Christian Rudolph Philip Gersdorff og Nicolaus Maximilian Gersdorff. Han afgik fra tjenesten 1790 og døde som generalløjtnant og Ridder af Dannebrog 1804.